# هریسبرگ (داکوتای جنوبی)
هریسبرگ(به انگلیسی: Harrisburg) شهری در ایالت داکوتای جنوبی کشور ایالات متحده آمریکا است که جمعیت آن در سرشماری سال ۲۰۱۰ میلادی، ۴٬۰۸۹ نفر بوده‌است.